# Réthimno

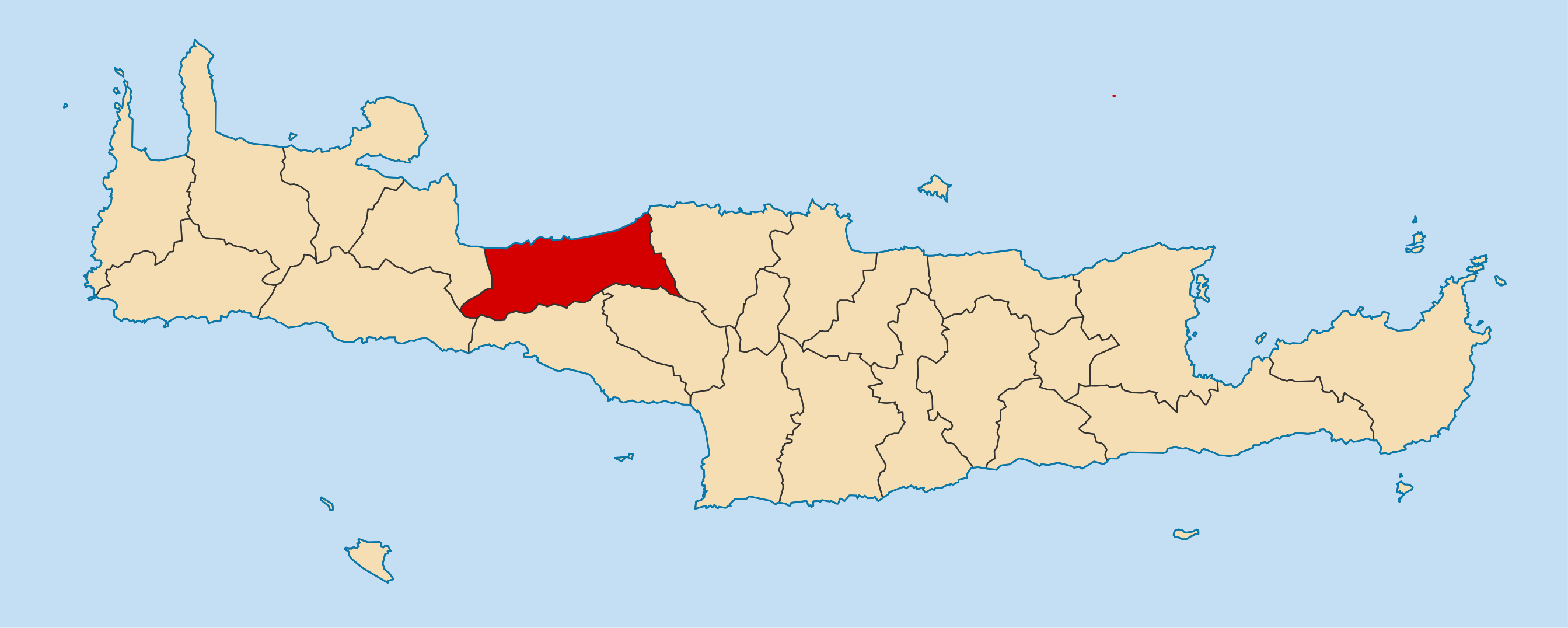
L'actual municipi de Réthimno a Creta

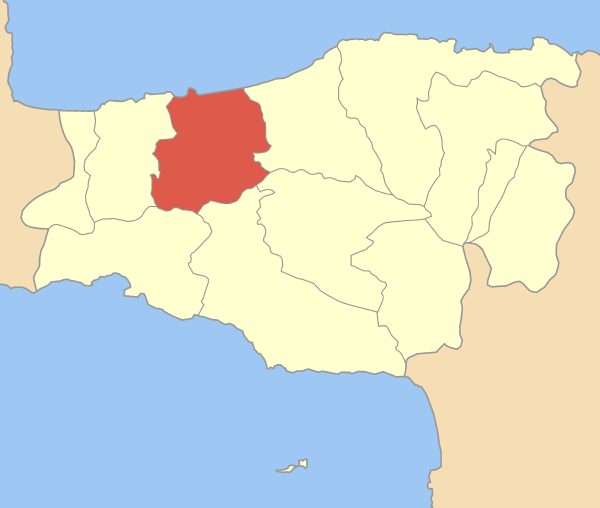
L'antic municipi de Réthimno a la prefectura de Réthimno

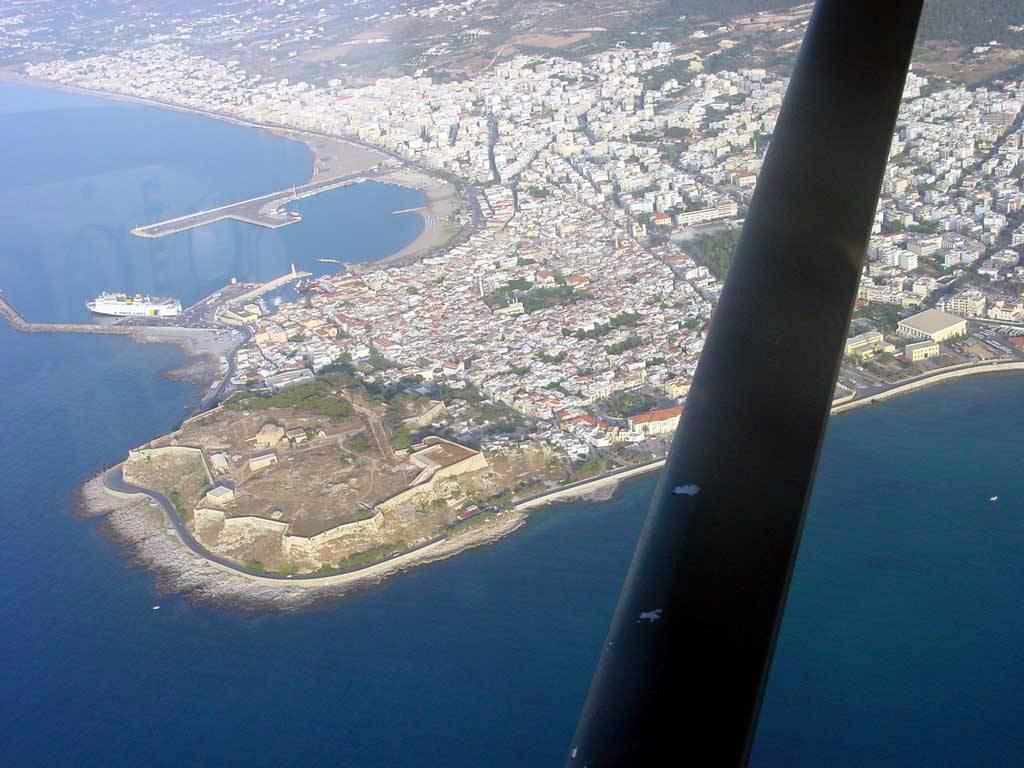
Vista àeria de Réthimno, en primer pla l'antiga fortalesa veneciana

Réthimno (grec Ρέθυμνο ['reθimno], normalment transliterat com a Rethymno) és una ciutat d'uns 40.000 habitants, capital de la Prefectura de Réthimno, a la costa nord de l'illa de Creta, aproximadament a mig camí entre Khanià i Iràklio.
És al lloc de l'antiga Rhithymna o Rhithymnia, que va ser una població minoica no gaire important.
Al centre històric queden palaus i altres edificis de l'època veneciana, incloent-hi l'antiga llotja veneciana, que actualment acull l'oficina d'informació. Un castell venecià impressionant, la fortezza, domina la ciutat des d'un turó veí.
La comunitat turca de Réthimno era força important fins a la seva expulsió amb l'intercanvi de poblacions de l'any 1923.
Actualment la ciutat ha crescut al llarg de la platja amb tot d'hotels i edificis d'apartaments
i l'activitat econòmica més notable n'és el turisme.

## Literatura
- Pandelís Prevelakis va escriure Το χρονικό μιας πολιτείας (1937), una visió nostàlgica de la ciutat de Réthimno des de l'estat de Creta (1898) fins a l'expulsió dels turcs de l'illa (1924). Ha estat publicat en català:
- Crònica d'una ciutat = Το χρονικό μιας πολιτείας / Pandelís Prevelakis - Empúries, 1999 - ISBN 84-7596-659-4.